# Gal·les al Festival de la Cançó d'Eurovisió Júnior
Gal·les va ser un dels països que va debutar al Festival de la Cançó d'Eurovisió Júnior en 2018.
El 9 de maig de 2018, la televisió pública de Gal·les va confirmar el seu debut al Festival de la Cançó d'Eurovisió Júnior 2018, el qual va suposar la seva primera participació en aquest festival. A més, és el tercer esdeveniment en què aquesta nació no participa com a part del Regne Unit, ja que anteriorment, en 1991, Gal·les va debutar en Jocs sense Fronteres i en 2017, ho va fer al Cor de l'Any d'Eurovisió 2017.

## Història
Gal·les va participar anteriorment en el concurs com a part del Regne Unit entre 2003 i 2005, sent ITV responsable de la seva participació. S4C també havia mostrat interès a participar en el concurs de 2008 a Limassol, Xipre, però al final va decidir no participar-hi.
S4C va anunciar que debutarien al concurs de 2018 el 9 de maig de 2018. El país va estar representat per la cançó "Perta" interpretada per Manw, quedant-se en últim lloc en un camp de 20 cançons amb 29 punts. Gal·les va participar al concurs del 2019, representat per la cançó "Calon yn Curo" interpretada per Erin Mai i va quedar 18è amb 35 punts.
El 2019 va ser l'últim any que Gal·les va participar en el concurs. S4C va citar la pandèmia de la COVID-19 com a motiu per no participar en edicions posteriors.
El 25 d'agost de 2022, la British Broadcasting Corporation (BBC) va anunciar que el Regne Unit tornaria al concurs el 2022 després d'una absència de setze anys.

## Participacions
Llegenda
| Any                                   | Seu     | Artista  | Cançó                           | Lloc | Punts |
| ------------------------------------- | ------- | -------- | ------------------------------- | ---- | ----- |
| 2018                                  | Minsk   | Manw     | «Perta»                         | 20   | 29    |
| 2019                                  | Gliwice | Erin Mai | «Calon yn Curo (Heart Beating)» | 18   | 35    |
| No hi va participar entre 2020 i 2024 |         |          |                                 |      |       |